# Lhota (Netvořice)
Lhota je malá vesnice, část městyse Netvořice v okrese Benešov. Nachází se asi 2,5 km na jihozápad od Netvořic. V roce 2009 zde bylo evidováno 15 adres. Na západní konec Lhoty urbanisticky navazuje samota Tuchyňská Lhota, která je součástí Vysokého Újezdu.
Lhota leží v katastrálním území Tuchyně o výměře 2,9 km².

## Historie
První písemná zmínka o vesnici pochází z roku 1498.
Za druhé světové války se ves stala součástí vojenského cvičiště Zbraní SS Benešov a její obyvatelé se museli 15. září 1942 vystěhovat.

## Galerie

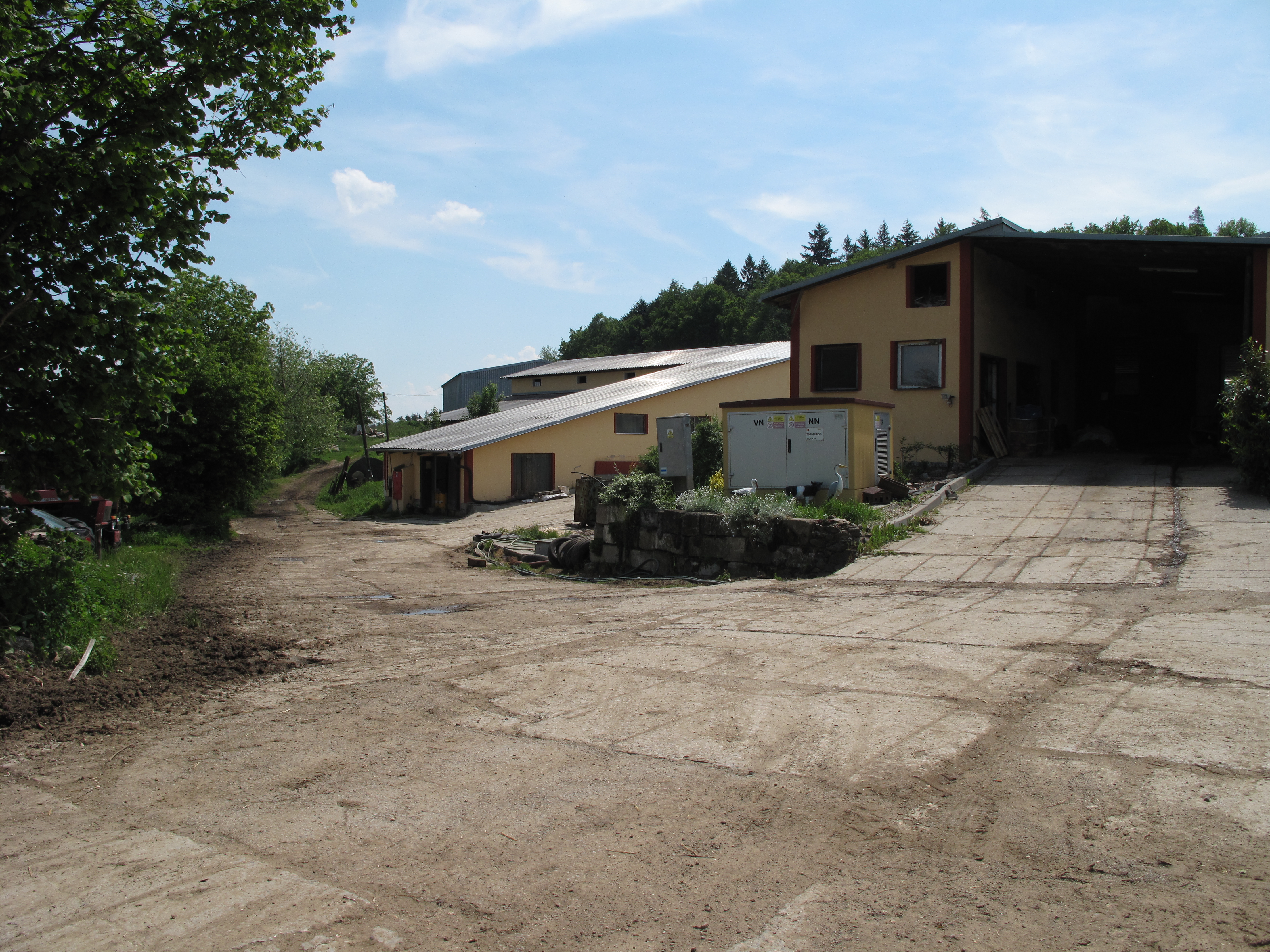
Statek
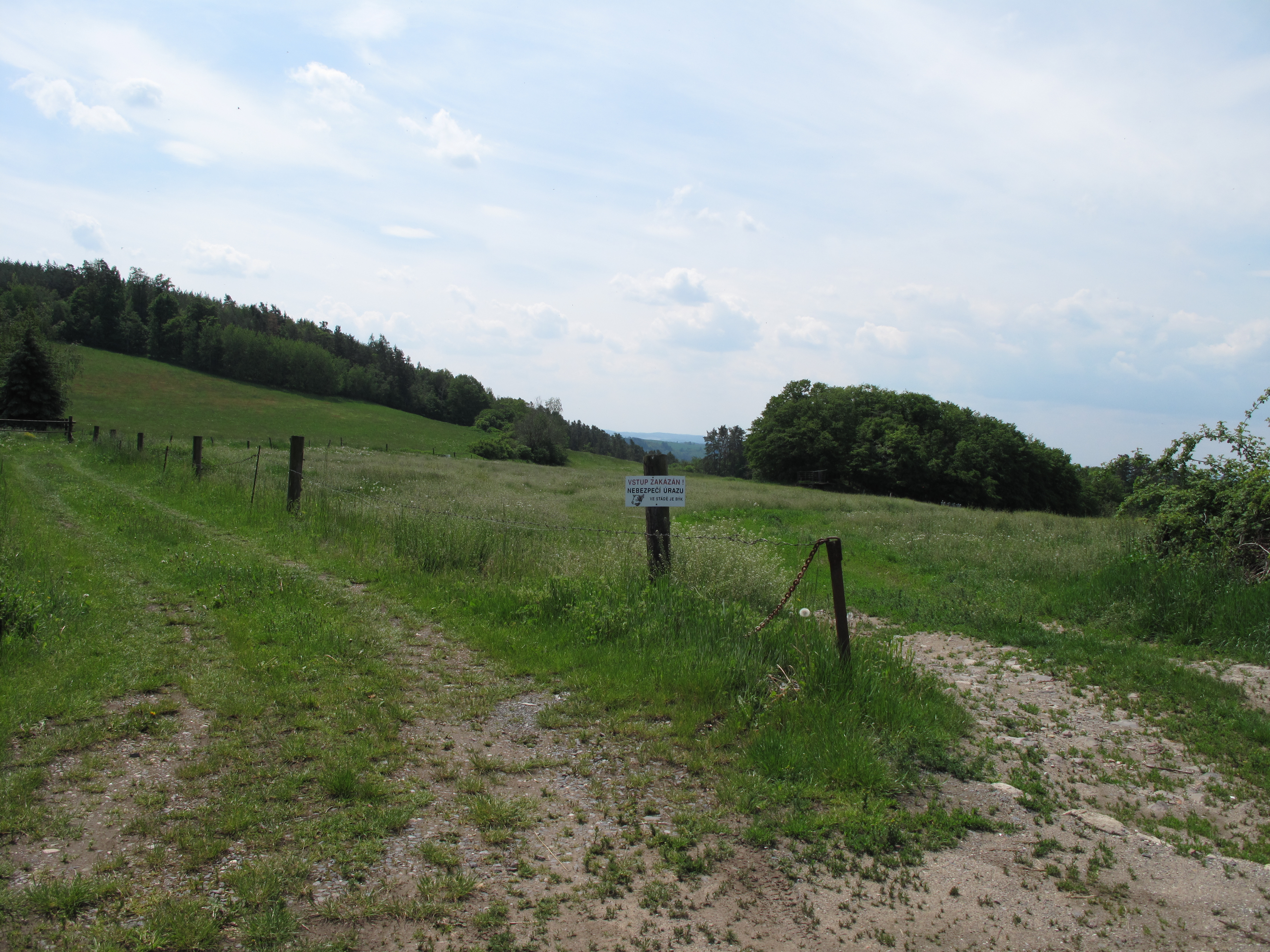
Pastvina
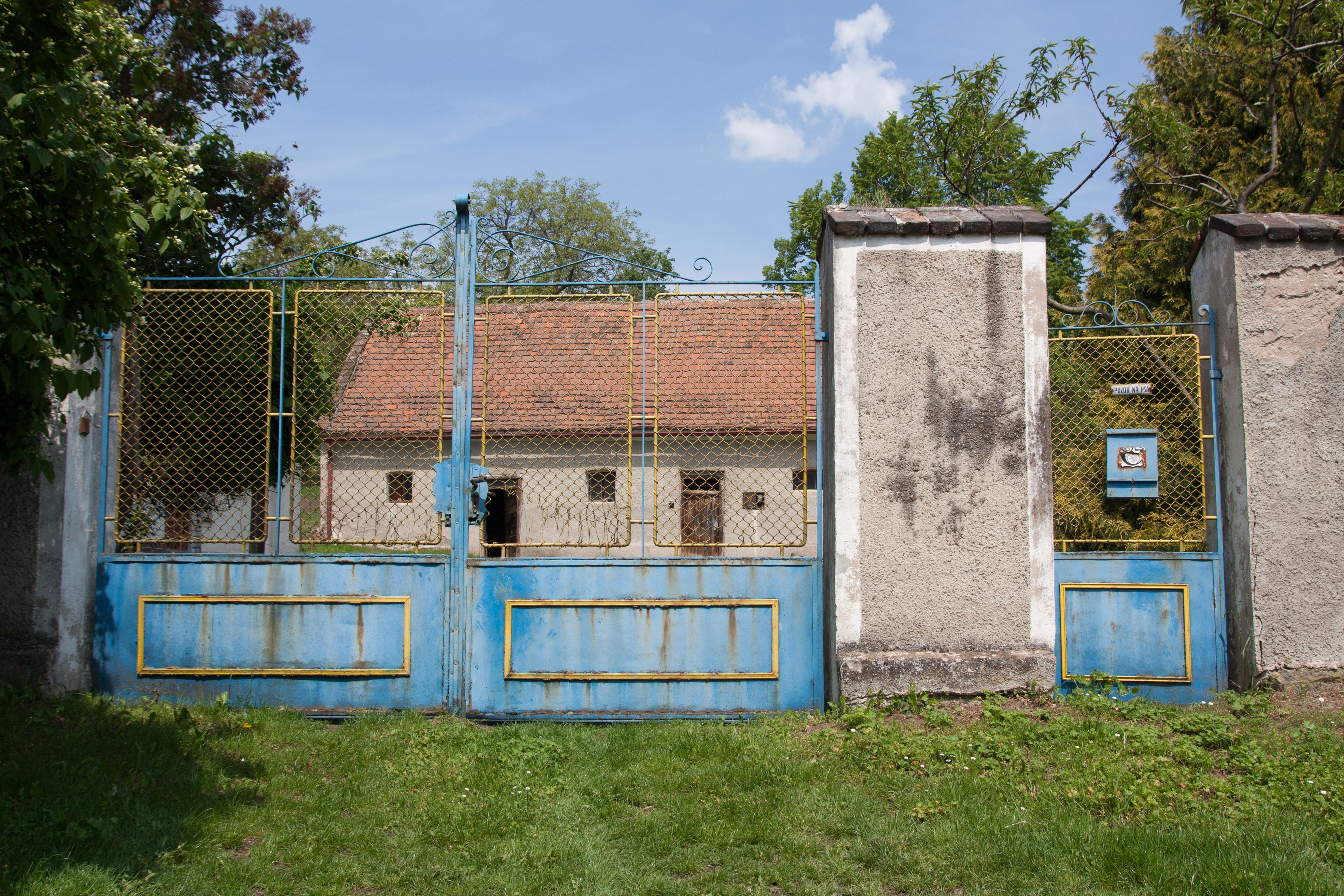
Vrata